# Trychosis albitarsis
Trychosis albitarsis là một loài tò vò trong họ Ichneumonidae.